# 卡特娅·尼贝格
卡特娅·尼贝格（挪威語：Katja Nyberg，1979年8月24日—），挪威女子手球運動員，亦是挪威國家女子手球隊隊員，司職左後衛。曾在2007年世界女子手球錦標賽為挪威隊奪得亞軍，並當選賽事的最佳球員。

## 生平
2008年，尼贝格代表挪威參加中國北京舉行的奥林匹克运动会女子手球比賽，最終贏得一面金牌。